# Jacques Feyder
Jacques Feyder, ursprungligen Jacques Léon Louis Frédérix, född 21 juli 1885 i Ixelles i Belgien, död 24 maj 1948 i Prangins i Schweiz, var en belgisk-fransk filmregissör och manusförfattare. Han blev fransk medborgare 1928.

## Filmografi
- 1915 : Des pieds et des mains
- 1916 : Un conseil d'ami
- 1916 : La Trouvaille de Buchu
- 1916 : Tiens, vous êtes à Poitiers?
- 1916 : Le Pied qui étreint
- 1916 : La Pièce de dix sous
- 1916 : Le Pardessus de demi-saison
- 1916 : Monsieur Pinson policier
- 1916 : L'Homme de compagnie
- 1916 : Le Destin est maître
- 1916 : Le Bluff
- 1916 : Biscot se trompe d'étage
- 1916 : Abrégeons les formalités
- 1916 : Têtes de femmes, femmes de tête
- 1917 : Les Vieilles femmes de l'hospice
- 1917 : Le Ravin sans fond
- 1917 : L'Instinct est maître
- 1917 : Le Frère de lait
- 1917 : Le Billard cassé
- 1918 : La Faute d'orthographe
- 1920 : L'Atlantide
- 1922 : Crainquebille
- 1923 : Das Bildnis
- 1925 : Visages d'enfants
- 1926 : Au pays du roi lépreux
- 1926 : Gribiche
- 1926 : Carmen
- 1928 : Thérèse Raquin
- 1929 : Les Nouveaux messieurs
- 1929 : The Kiss
- 1930 : Le Spectre vert
- 1930 : Si l'empereur savait ça
- 1930 : Olympia
- 1931 : Anna Christie
- 1931 : Daybreak
- 1931 : Son of India
- 1934 : Le Grand Jeu
- 1935 : Pension Mimosas
- 1935 : Die Klugen Frauen (Tysk version av La Kermesse héroïque)
- 1935 : La Kermesse héroïque
- 1937 : Le Chevalier sans armure (Knight Without Armour)
- 1938 : Fahrendes Volk
- 1938 : Les Gens du voyage
- 1939 : La Piste du nord
- 1942 : Une femme disparaît
- 1946 : Macadam